# Siris, Sardinien
Siris är en ort och kommun i provinsen Oristano i regionen Sardinien i Italien. Kommunen hade 231 invånare (2017).